# Upptäckarnas monument
Upptäckarnas monument (portugisiska: Padrão dos Descobrimentos, 'upptäckternas minnesmärke') är ett monument på den norra stranden av Tejos utlopp, i Lissabon-distriktet Santa Maria de Belém. Monumentet är beläget vid floden där fartyg avgick på långa upptäckts- och handelsresor med Indien och Orienten, och det hyllar Upptäcktsresornas epok – främst Portugals del i den – under 1400- och 1500-talen.

## Historia

### Bakgrund
Minnesprojektet utformades 1939 av den portugisiske arkitekten José Ângelo Cottinelli Telmo och skulptören Leopoldo de Almeida, som ett tillfälligt landmärke under den världsutställning som ägde rum i staden 1940. Då firade Portugal 800 år sedan landets bildande och 300 år sedan befrielsen från Spanien. Monumentet representerade en romantiserad version av det portugisiska utforskandet, ett idylliserande som var typiskt för António de Oliveira Salazars Estado Novo-regim.
Det konstruerades ursprungligen som en provisorisk installation på torget Praça do Império och som del av en stadsförnyelse. 1943 revs dock den ursprungliga konstruktionen, tillsammans med andra tillfälliga byggen från världsutställningen.

### Permanent monument
1958 beslöts att resa ett permanent minnesmärke. Detta stod färdigt 1960, med skulpturer på 33 av dem som deltog i Portugals utforskande av fjärran länder. Nedan listas dessa personer.
| - Henrik Sjöfararen (sedd från båda sidor av monumentet) |
| Monumentets östra sida |
| - Alfons V av Portugal - Vasco da Gama (upptäckare av sjövägen till Indien) - Afonso Gonçalves Baldaia (navigatör) - Pedro Álvares Cabral (Brasiliens upptäckare) - Ferdinand Magellan (ledare av den första världsomseglingen) - Nicolau Coelho (navigatör) - Gaspar Corte Real (navigatör) - Martim Afonso de Sousa (navigatör) - João de Barros (författare) - Estêvão da Gama (fartygskapten) - Bartolomeu Dias (den förste att passera Godahoppsudden) - Diogo Cão (den förste att nå Kongofloden) - António de Abreu (navigatör) - Afonso de Albuquerque (andre vicekungen över Portugisiska Indien) - Frans Xavier (missionär) - Cristóvão da Gama (fartygskapten)               |
| Monumentets västra sida |
| - Infante Pedro, hertig av Coimbra (son till Johan I av Portugal) - drottning Filippa av Lancaster - Fernão Mendes Pinto (utforskare och författare) - Frei Gonçalo de Carvalho, O.P. (dominikansk missionär) - Frei Henrique de Coimbra, O.F.M. (franciskansk missionär) - Luís de Camões (renässanspoet som hyllade sjöfärderna i eposet Lusiaderna) - Nuno Gonçalves (målare) - Gomes Eanes de Zurara (krönikeskrivare) - Pêro da Covilhã (resenär) - Jehuda Cresquesa (kartograf) - Pêro Escobar (lots) - Pedro Nunes (matematiker) - Pêro de Alenquer (lots) - Gil Eanes (navigatör) - João Gonçalves Zarco (navigatör) - Ferdinand den helige (son till kung Johan I av Portugal) |